# Caso Becker
O caso Becker refere-se ao assassinato, em 4 de dezembro de 2008, do médico oftalmologista Marco Antônio Becker em Porto Alegre, capital do Rio Grande do Sul. Em 1º de julho de 2023 os quatro réus foram inocentados, mas o Ministério Público Federal recorreu da decisão.

## Contexto
Becker era vice-presidente do CREMERS, cujos membros diretivos condenaram o então médico andrologista Bayard Olle Fischer dos Santos à perda da carteira profissional por erro médico.

## Crime
Na noite de no dia 4 de dezembro de 2008, após deixar um restaurante na Rua Ramiro Barcelos, no Bairro Floresta, a vítima foi alvejada a tiros quando havia acabado de entrar em seu carro. 
Dois criminosos numa motocicleta cometeram o crime.

### Motivação
Segundo o procurador da República André Casagrande Raupp, devido a sua expulsão do Cremers, Bayard teria se tornado inimigo da vítima, fazendo de tudo para prejudicar a imagem do oftalmologista, que buscava a reeleição no Cremers. “Ele precisa acabar com a influência da vítima no Conselho e não consegue. Bayard está frustrado. É neste momento que entra pela porta de sua clínica, como paciente, o líder de uma facção que atua no Campo da Tuca. O Jura. É aí que começa o planejamento da morte de Becker”, disse Raupp. 

## Investigações
Após o crime, a polícia começou as investigações e ouviu testemunhas, além de buscar outros elementos probatórios. Entre as provas está a moto Honda Falcon de cor prata utilizada pelos criminosos. "A partir de um acidente com a moto, foi descoberto que o veículo pertencia à irmã de Tôxa, que o dirigia, já que a familiar não tinha habilitação para conduzi-lo", reporta o Correio do Povo. Tôxa, justamente era integrante de uma facção no Campo da Tuca, grupo liderado por Jura. Tôxa "chegou a ser preso em um confronto armado com a polícia e, anos antes, foi condenado, em 2003, por ter matado outra pessoa, desferindo tiros enquanto conduzia uma moto", disse o procurador Raupp, ainda adicionando que a facçã usava pistolas .40, mesmo armamento utilizado para assassinar  a vítima.
No início, oito pessoas chegaram a ser denunciadas pelo envolvimento no crime, mas quatro acabaram inocentadas.

## Acusados
Foram acusados e viraram réus o ex-médico Bayard Olle Fischer Santos, acusado de ser o mandante do assassinato; o traficante Juraci Oliveira da Silva, que teria agenciado o crime; Moisés Gugel, ex-assistente de Bayard; e Michael Noronaldo Garcia Camara, que teria executado a vítima. 

## Julgamento e absolvição
O processo tramitou inicialmente num Tribunal de Justiça estadual, mas após um pedido da defesa  alegando que o homicídio teria sido motivado pela atuação da vítima junto ao Cremers e a sua suposta influência no Conselho Federal de Medicina, o Superior Tribunal de Justiça (STJ) transferiu a competência para a esfera federal, com base na alegação de  
O jugalmento dos réus começou em 27 de junho de 2023 e os quatro réus negaram envolvimento no caso.  
No dia 1º de julho de 2023, os quatro réus foram inocentados, mas o MPF recorreu da decisão.